# Krylov (cráter)

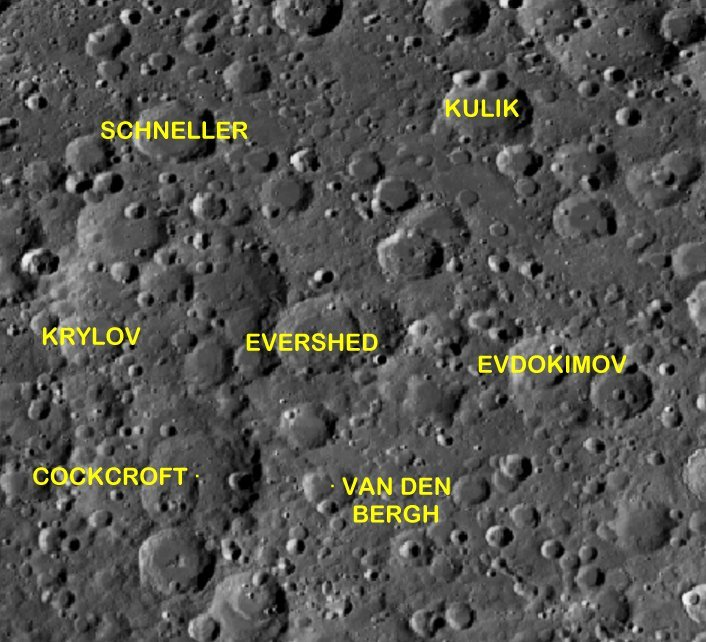
Localización de Krylov

Krylov es un cráter de impacto situado en la cara oculta de la Luna. Se encuentra aproximadamente a un diámetro del cráter al noroeste del cráter Cockroft, y al oeste de Evershed.
Este cráter ha sido desgastado por la erosión de sucesivos impactos, dejando sus rasgos redondeados y algo irregulares. Sin embargo, el perímetro del borde todavía se remonta sobre el terreno circundante. Un pequeño cráter reciente atraviesa el brocal en su lado este, y presenta una serie de depresiones y desplomes en la pared interior del sur y del oeste. En general, es muy similar a muchos de los numerosos impactos que se localizan en esta región.

## Cráteres satélite
Por convención estos elementos son identificados en los mapas lunares poniendo la letra en el lado del punto medio del cráter que está más cerca de Krylov.
|        | \| Krylov \| Coordenadas \| Diámetro \| \| ------ \| --------------------------------- \| -------- \| \| A \| 38°32′N 165°13′O / 38.54, -165.21 \| 63 km \| \| B \| 36°56′N 163°58′O / 36.93, -163.96 \| 40 km \| |          |
| Krylov | Coordenadas | Diámetro |
| A      | 38°32′N 165°13′O / 38.54, -165.21 | 63 km    |
| B      | 36°56′N 163°58′O / 36.93, -163.96 | 40 km    |